# Fort Carondelet

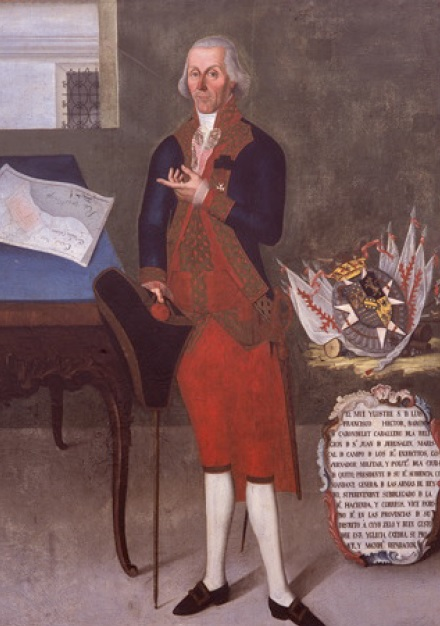
Barone Francisco de Carondelet che diede in nome al forte

Fort Carondelet era un antico trading post situato lungo il fiume Osage, nei pressi della confluenza con il Marais des Cygnes, nella attuale Contea di Vernon nel Missouri occidentale. Il forte fu costruito nel 1795 da Auguste Chouteau, un commerciante di pellicce di origini francesi, per incrementare i suoi affari con gli Osage che abitavano la regione. Il forte venne intitolato al barone Francisco de Carondelet, allora governatore spagnolo della Louisiana.